# Bombing marketing

Le bombing marketing est une technique utilisée pour propulser une information grâce à des méthodes intrusives et non conventionnelles. La répétition de ces messages sur les supports de diffusion les plus efficaces, assure le succès d'une campagne de bombing marketing.
Le bombing marketing est très souvent utilisé sur l'Internet, les réseaux sociaux et la blogosphère afin de promouvoir le plus souvent des événements limités dans le temps.

## Histoire
Le terme de bombing marketing apparait dans les années 2000. Il décrit une pratique qui a toujours existé, mais qui se veut de plus en plus intense avec l'arrivée de l'Internet et des réseaux sociaux.
À l'heure où l'instantanéité prend de plus en plus d'importance dans nos sociétés modernes, le bombing marketing répond quelque part à un réel besoin de certains types de profils : le veilleur, le marketeur et le précurseur.